# Castell’Umberto
Castell’Umberto – miejscowość i gmina we Włoszech, w regionie Sycylia, w prowincji Mesyna.
Według danych na rok 2004 gminę zamieszkiwały 3562 osoby, 323,8 os./km².